# Paramount Plaza
Il Paramount Plaza è un grattacielo situato nel quartiere di Broadway a New York e contenente due teatri.